# Alexandra Eremia
Alexandra Georgiana Maria Eremia  (ur. 19 lutego 1987) – rumuńska gimnastyczka. Dwukrotna medalistka olimpijska z Aten.
Igrzyska w 2004 były jej jedyną olimpiadą. Triumfowała w drużynie, była trzecia w ćwiczeniach na równoważni. W 2004 sięgnęła po dwa medale mistrzostw Europy: złoto w drużynie i druga na równoważni. W 2003 była druga w drużynie na mistrzostwach świata. Karierę zakończyła w 2006.